# 薩魯馬縣
3°26′S 79°36′W / 3.433°S 79.600°W
薩魯馬縣（西班牙語：Cantón Zaruma），是厄瓜多爾的縣份，位於該國南部，由埃爾奧羅省負責管轄，面積645平方公里，2001年普查人口總數為23,407人，該縣份人口密度每平方公里36.29人。